# Cyclea elegans
Cyclea elegans är en tvåhjärtbladig växtart som beskrevs av George King. Cyclea elegans ingår i släktet Cyclea och familjen Menispermaceae. Inga underarter finns listade i Catalogue of Life.